# Longlaville
 Longlaville  es una comuna y población de Francia, en la región de Lorena, departamento de Meurthe y Mosela, en el distrito de Briey y cantón de Herserange.
Está integrada en la Communauté de communes de l'agglomération de Longwy .

## Demografía[4]
| 200 | 192 | 173 | ... | ... | ... | ... | ... | ... | ... | ... | ... | ... | ... | ... | ... | ... | 1 632 | 1 905 | 2 858 | 2 667 | 3 512 | 4 300 | 3 452 | 3 051 | 3 819 | 3 653 | 3 355 | 2 943 | 2 625 | 2 305 | 2 377 | 2 477 | 2481 |
| Para los censos de 1962 a 1999 la población legal corresponde a la población sin duplicidades (Fuente: INSEE [Consultar]) |     |     |     |     |     |     |     |     |     |     |     |     |     |     |     |     |       |       |       |       |       |       |       |       |       |       |       |       |       |       |       |       |      |

Forma parte de la aglomeración urbana de Longwy.

## Historia
Entre 1810 y  1897, la comuna formó parte de la de Herserange.